# پال ریس
پال ریس (انگلیسی: Paul Rhys؛ زادهٔ ۱۹ دسامبر ۱۹۶۳) بازیگر اهل بریتانیا است. وی از سال ۱۹۸۵ میلادی تاکنون مشغول فعالیت بوده است. 
از فیلم‌ها یا سریال‌های تلویزیونی که وی در آن نقش داشته است، می‌توان به از جهنم، آنا کارنینا، خانواده من و بقیه حیوانات، آرزوهای بزرگ و چاپلین اشاره کرد.